# Landau-Dämpfung

Langsame und schnelle Teilchen

Dämpfungswirkung

Die Landau-Dämpfung bezeichnet die Dämpfung von longitudinalen Druckwellen in Plasmen. Entdeckt wurde sie von Lew Landau, einem sowjetischen Physiker und Nobelpreisträger.
In einem Plasma gibt es schnelle und langsame geladene Teilchen. Unter bestimmten Voraussetzungen gibt es insgesamt mehr langsame als schnelle Teilchen. Der Überschuss an langsamen Teilchen führt dazu, dass diese mehr Energie aus der Welle aufnehmen, als die schnellen Teilchen an die Welle abgeben. Dadurch wird die Welle gedämpft. Das Bemerkenswerte an der von Landau beschriebenen Dämpfung ist, dass sie nicht mit Entropiezunahme einhergeht. Seine Ableitung basierte auf einer linearen Näherung der Vlasov-Gleichung (nach Anatoli Alexandrowitsch Wlassow).
Eine einfache mechanische Beschreibung der Partikeldynamik liefert eine quantitative Schätzung der Wellensynchronisierung der Partikel. Ein genauerer Ansatz zeigt, dass die Synchronisierung bei Teilchen, deren Geschwindigkeit im Wellenbezugssystem proportional zur Dämpfungsrate und unabhängig von der Wellenamplitude ist, stärker ist (Abschnitt 3.2 aus ). Da die Landau-Dämpfung für Wellen mit willkürlich schwachen Wellenamplituden erfolgt, sind die aktivsten Partikel in dieser Dämpfung bei weitem nicht gefangen. Das ist nur natürlich, da das Trapping divergierende Zeitspannen für diese Wellen voraussetzt. Die mathematische Gültigkeit dieser Beschreibung in nichtlinearer Behandlung auch für lange Zeiten konnte erst 2010 durch Clément Mouhot und Cédric Villani gezeigt werden.